# チョッカル
チョッカル（朝: 젓갈）は、朝鮮半島の塩辛。チョッ（젓）とも呼ばれる。日本語ではそれぞれジョッカル、ジョッと表記される事もある。

## 特徴
原料魚に塩を加え、数日から数カ月かけて発酵および熟成させて作る。朝鮮半島では多くのチョッカルが作られ、1950年代の記録では全羅南道だけでも80種類があったという。様々な魚介類を原料とする事に加え、魚肉や内臓、魚卵など用いる部分や加える調味料によっても別々の名称を付けて区別されている。韓国の市場には多くの場合塩辛専門店があり、10種類ほどのチョッカルを販売している。
チョッカルは日本の塩辛と比べると発酵度が高く、味や香りのクセが強いという特徴がある。一方、東南アジアのシュリンプペーストと比較すると、日本の塩辛と並んでグルタミン酸が多く、うま味が強い。チョッカルはこれに加えてペプチドやロイシン、アラニンの含有量も高く、ペプチド由来のうま味や苦味などに対する嗜好性などを反映している。また、一部のカニを除いて海産の魚介類を原料とし、淡水のものを使わないのがチョッカルの特徴である。

## 食用方法について
チョッカルはキムチを漬ける際の材料として用いられることも多い。主に、小エビやカタクチイワシ、イシモチ、タチウオなどを原料としたものがキムチ漬けに使われる。また、エッチョッ（액젓）と呼ばれるチョッカルの上澄み液も、チョッカルの一種とされ、キムチ漬けやチゲの調味などに用いられる。
キムチ漬けにも使うものに加え、スケトウダラおよびその魚卵、イカ、メカジキ、カキ、カニなどのチョッカルが、副食物として食べられる。副食物とするものは一般的に塩分濃度を高くし、発酵および熟成には5-9カ月という長い期間をかける。日本の塩辛と異なり、副食物とする際には唐辛子の粉やニンニク、ネギ、ゴマ、ごま油などを加えて調味する。

## チョッカルの種類
以下に代表的な例を挙げる。
- キムチ漬けの材料、および副食物とするもの
  - セウジョッ（새우젓） - 小エビを原料とする
  - ミョルチジョッ（멸치젓） - カタクチイワシを原料とする
  - チョギジョッ（조개젓） - イシモチを原料とする
  - エッチョッ（액젓） - チョッカルの上澄み液
- 主に副食物とするもの
  - チョンナンジョッ（창란젓） - タラの腸を原料とする
  - ミョンナンジョッ（명란젓） - たらこを原料とする
  - オリグルジョッ（어리굴젓） - カキを原料とする
  - オジンオジョッ（오징어젓） - イカを原料とする
  - ケジャン（게장） - カニを原料とする

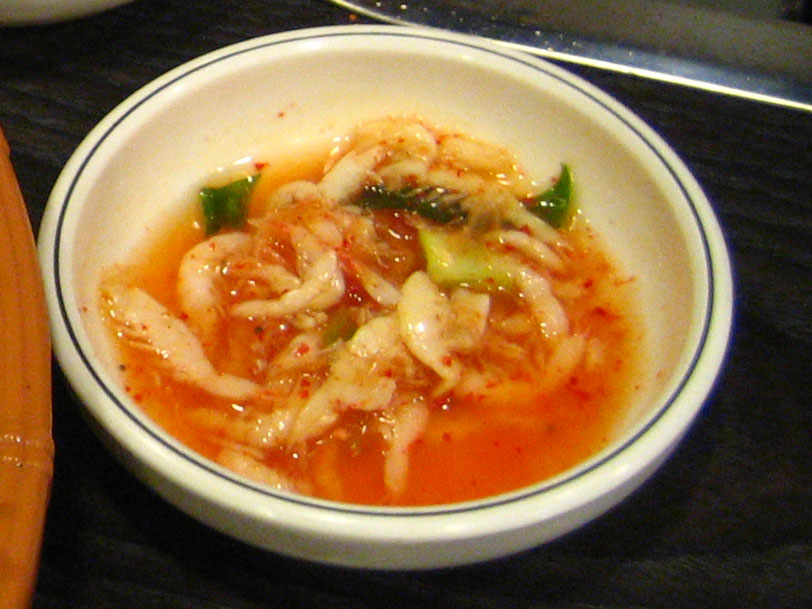
セウジョッ
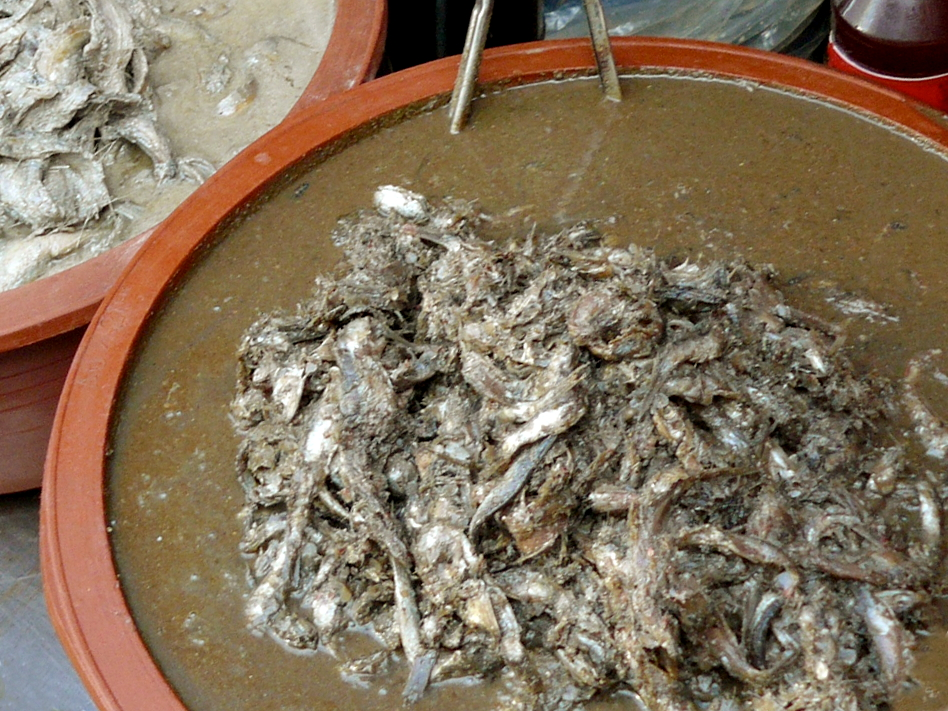
ミョルチジョッ
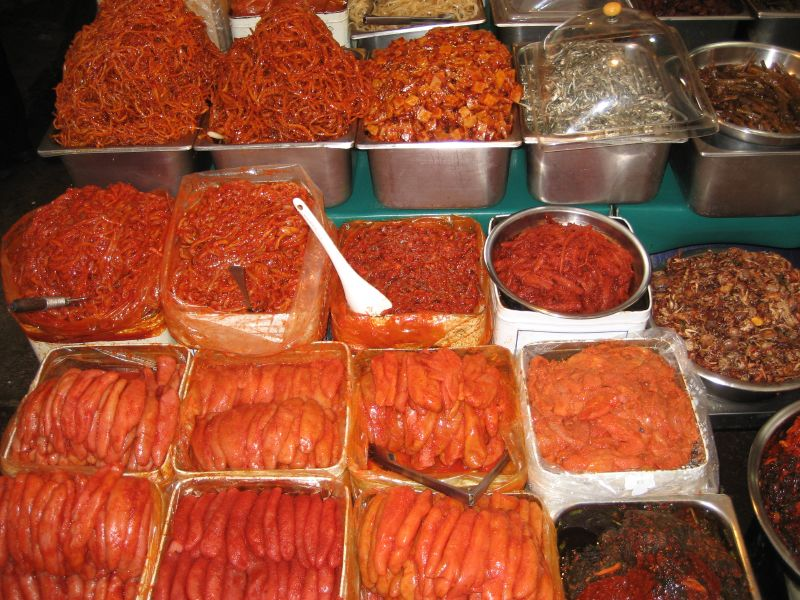
チョギジョッ
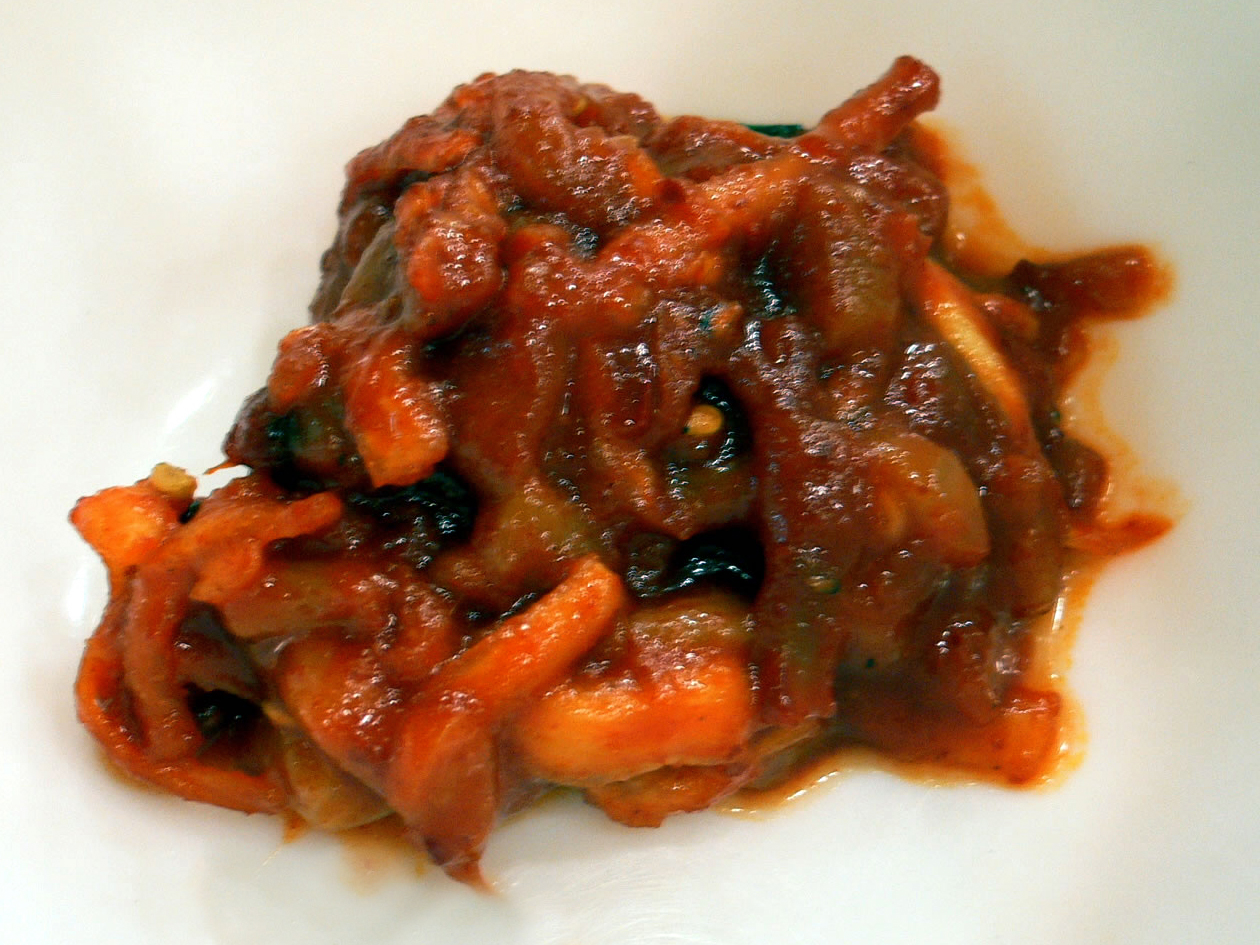
オジンオジョッ
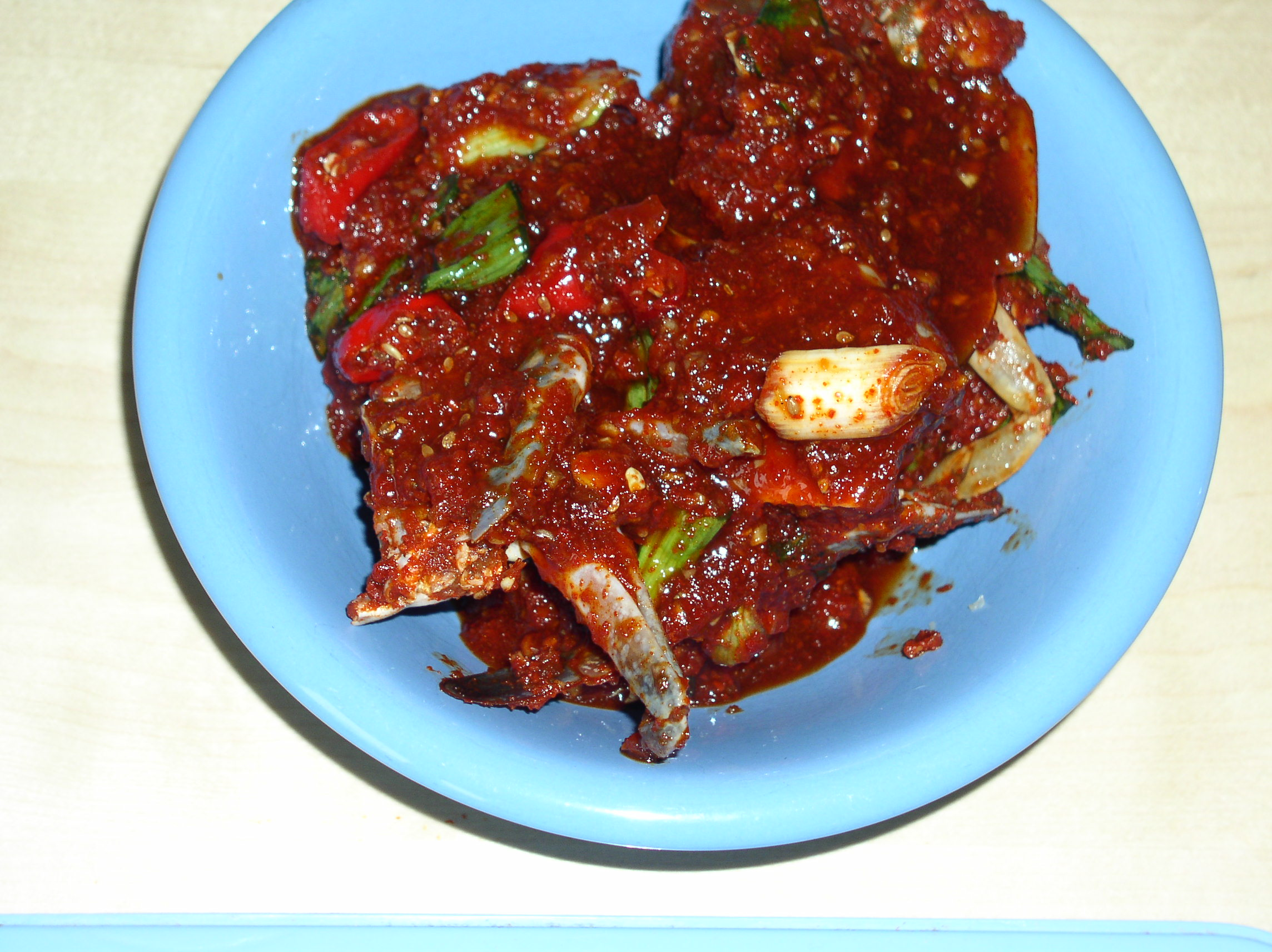
ケジャン

## 歴史
『三国史記』の新羅本紀には、683年に神文王が結婚した際に「醘」（酒の容器）を贈られた、という記述がある。前後の文脈などからこれが醢の誤記であり、塩辛が当時存在していた、という主張もあるが明確な証拠はなく、醢だとしても麹を加えた中国流の魚醤などを指す可能性もある。確実な資料の古い記録としては、世宗2年（1420年）の『世宗実録』に、明の使節を応接した食事の献立に魚の塩辛を表す「魚醢」がある。
キムチを漬ける際にチョッカルを用いる手法については、19世紀の『閨閤叢書』や『林園十六志』に記述が見られる。この背景については18世紀から唐辛子をキムチに加えるようになり、塩辛を加えてもその脂肪分が酸敗しなくなった事があるという。「チョッカルを食べればその家の味がわかる」と言われ、20世紀まで各家庭でチョッカル作りが行われていたが、1980年代には韓国の都市部では市販品を購入するようになっていた。また、1980年代においても家族1人あたり年間10kg以上のチョッカルをキムチ漬けのために手配しており、これとは別に副食用のチョッカルを消費していた。